# Station Krosno Polanka
Station Krosno Polanka is een spoorwegstation in de Poolse plaats Krosno.